# Grisel y Mirabella
Grisel y Mirabella es un tratado de ficción sentimental o novela sentimental, escrito por Juan de Flores y publicado en 1495. 

## Contenido
Dicha novela sintetiza dos grandes aspectos alrededor de la tensión histórica del momento: en primer lugar, la obra se enmarca dentro del género de la novela sentimental (ficción sentimental) del siglo XV, donde las concepciones del amor cortés se contraponen a las tensiones sexuales cada vez mayores tras el fortalecimiento de la doctrina católica y el arraigamiento de la Iglesia en la sociedad; en segundo lugar, la obra de Flores se suma al debate feminista que había enfrentado a escritores peninsulares a lo largo del siglo a favor o en contra, pero que ahora, en respuesta a la inversión jerárquica, derivada de la consolidación en el poder de una mujer (la reina Isabel de España) y del auge del Prerrenacimiento, se convertía en tema central del quehacer intelectual y cultural en España.

## Difusión
El género en sí mismo tuvo un gran éxito en Europa; abrió ya el camino el ciertamente enorme de Cárcel de amor (1492) de Diego de San Pedro, pero no fue menor el de esta obra, que fue compuesta entre 1480 y 1485 y publicada por vez primera en 1495 con el título de Tractado compuesto por Johan de Flores a su amiga , nombre que fue variando entre ediciones a Acaba el tractado compuesto por Johan de Flores donde se contiene el triste fin de los amores de Grisel y Mirabella.
El éxito de la obra en toda Europa fue extraordinario, y se convierte en una de las novelas más leídas. Tuvo, así mismo, diversas traducciones del libro al italiano, francés, alemán, así como de las ediciones bilingües (italiano - francés; español - francés), trilingües (francés - italiano - inglés) y cuatrilingües (italiano - español - francés - inglés).

## Argumento
El relato se desarrolla en Escocia, en una esfera social cortesana. Mirabella, hija del rey, era de excesiva hermosura y por tanto, varios y distinguidos caballeros la habrían solicitado por esposa, a lo que el Rey se negaba. Los caballeros que la miraban quedaban tan admirados de su belleza, por lo que muchos de ellos perdían la vida por esta causa, además, “como ella fuese heredera del señorío del padre, no había ningún emperador, ni poderoso príncipe, que en casamiento no la demandase.” A raíz de tantas muertes, y después de la muerte de la flor de la caballería de la casa del Rey a causa de su hija, este decidió encerrarla en un lugar donde ningún varón pudiese verla. Pero antes de esto, la vieron dos caballeros de la flor de caballería, que habían quedado vivos y que ambos eran muy buenos amigos, y se propusieron cada noche ir a verla, cada uno en secreto. Una vez se encontraron y se batieron en duelo, venciendo el caballero llamado Grisel.
Mirabella se enamora de Grisel y tienen varios encuentros amorosos los cuales cuenta a una de sus damas. Esta, a su vez, se lo cuenta a un maestresala del Rey del que estaba enamorada y este se lo contó al Rey, quien de inmediato encarceló a Grisel y a Mirabella, por la deshonra que ambos habían cometido.
Después de descubrirse el amor entre Grisel y Mirabella, el que más culpa tenga, debe ser castigado según "la ley de Scocia" con la muerte en la hoguera. Ambos amantes, en un "combate de generosidad," se declaran merecedores del cruel castigo. El Rey, padre de Mirabella, convoca entonces un tribunal para decidir cuál de los dos tiene la mayor culpa en "el yerro de amor" que han cometido.Para defender a las mujeres llaman a la dama Brazaida; y a los hombres, al caballero llamado Torrellas. Después de varios debates a favor y en contra de la culpabilidad en el uno o en el otro, los jueces decidieron condenar a muerte a Mirabella.
El caso particular de Grisel y Mirabella se amplía así a las dimensiones de un debate general destinado a establecer por fin cuál de los dos, el hombre o la mujer.
Así pues, Mandan quemar a Mirabella. Se despide ella de Grisel, pero este, no encontrando otra salida según su verdadero amor cortesano por Mirabella, se suicida tirándose al fuego, y aunque, Mirabella intenta seguirle, las doncellas se lo impiden. Sin embargo, al tiempo, Mirabella también se suicida tirándose desde la ventana a un patio lleno de leones.
A raíz de la muerte de Mirabella, la Reina odió tanto a Torrellas, que quería su muerte. Torrellas, en una peripecia después del juicio, se enamora de Brazaida y le escribe una carta. Brazaida le contesta por mandato de la Reina, y se citan en la habitación de Brazaida. Entonces, aparecen la Reina y sus doncellas, lo atan de pies y manos y lo torturan hasta su muerte, luego queman sus restos y cada una guarda las cenizas por el recuerdo de su venganza.
El final es claro: la mujer es la culpable del encuentro carnal prematrimonial, a diferencia con el hombre tiene una natural atracción por la sensualidad; la mujer tiene menos juicio que el hombre; el amor lo es todo para la mujer mientras que para el hombre es sólo una distracción.

## Estructura
La novela está precedida por un comentario del narrador que resulta interesante y da muestra de la fluidez y grandilocuencia literaria del autor. Posee tres características fundamentales: es carta de remisión, dedicatoria y exordium, elementos con los cuales el autor logra enlazar tanto a la figura como la creación. El comentario se dirige a la amada que usa como excusa para dirigirse a sus lectores. La aparición de la “amiga” como un ser ficticio le permite al autor cumplir varios cometidos, al igual que el “yo” del que se emana el mensaje. Destaca así la imagen del buen amador además del buen escritor. El buen amador aparece de manera directa, mientras que el buen escritor se oculta detrás del recurso, tan usado en la Edad Media tardía, de la falsa humildad, relativizando sus propias afirmaciones y planteándose a sí mismo como un escritor humilde y de pocos dotes.
De tal fórmula sólo existe un precedente de correspondencia perteneciente al Tratado e despido a una dama de religión, donde el autor le habla a una monja. Así mismo, Flores hace uso de uno de los principios básicos del género sentimental como lo es la reduplicación de la trama de carácter tripartito, mediante la cual, se despliegan tres líneas narrativas que constituyen la obra. Por un lado, tendríamos los amores de Grisel y Mirabella, por otro, el pleito entre los defensores Torellas y Brazaida y, por último, la muerte de Torrellas a causa de su enamoramiento repentino. Podemos ver pues, que esta es la misma estructura de la trama o syuzhet que se maneja en Siervo libre de amor de Juan Rodríguez del Padrón publicada en 1439
"El siguiente tratado es departydo en tres partes principales, según tres diuersos tiempos [...] La primera parte prosigue el tiempo que bien amó y fue amado [...] La segunda refiere el tiempo que bien amó y que fue desamado ... La tercera, y final, trata el tiempo que no amó ni fue amado [...]"

La novela presenta varias características narrativas. Flores se despega un tanto de la norma desde diferentes perspectivas literarias, ofrece la obra a su amada y la culpa de la obra misma, lo cual es un procedimiento poco frecuente.  De tal procedimiento sólo existe un precedente de correspondencia perteneciente al Tratado e despido a una dama de religión, donde el autor le habla a una monja. En este título se hace referencia al caso amoroso principal, el de Grisel y Mirabella, así como al debate entre sus abogados. Por tanto, se centra en las dos líneas argumentales que organizan la novela. De forma que la primera, de tipo privado, genera una segunda, de signo colectivo o judicial. Respecto a esto, la obra de Flores también se atiene a uno de los principios básicos del género sentimental, tal cual es la geminación o duplicación de la trama. El autor se refiere, antes que nada, a la estructura narrativa, de carácter tripartido, mediante la que se despliegan los dos casos antedichos. Por un lado, tendríamos los amores de Grisel y Mirabella, por otro, el pleito entre los abogados y, por último, la muerte de Torrellas, a causa de su enamoramiento repentino. De nuevo, la estructura del siervo libre de amor podría ser el referente para la repartición, según la explicación de Rodríguez del Padrón: "El siguiente tratado es departydo en tres partes principales, según tres diuersos tiempos [...] La primera parte prosigue el tiempo que bien amó y fue amado [...] La segunda refiere el tiempo que bien amó y que fue desamado ... La tercera, y final, trata el tiempo que no amó ni fue amado [...I" (Siervo libre de amor).

## Contexto
La mirada peyorativa que recae sobre las mujeres en la Edad Media, genera manifestaciones culturales y artísticas que promuevan o destacan las benevolencias del sexo femenino (como en el caso del amor cortés y su auge dentro de la cultura popular) e igualmente, buscaban la reflexión de la mujer no solamente como objeto de amor, sino también com individuo pensante. Es este, entre otros, el asunto que abre las puertas al “debate feminista” que se lleva a cabo en Europa en el siglo XV
Similar a lo que ha ocurrido con el fenómeno del amor cortés y a raíz de este, las discusiones y reflexiones sobre la naturaleza de la mujer, recorren espacios culturales amplios que permiten hablar de dos polos, los feministas y antifeministas.
La crítica generalmente admite a Grisel y Mirabella como partícipe innegable de la defensa de la mujer dentro de este debate. Sin embargo, fuentes actuales parecen debilitar esta afirmación. Parece que el argumento de Grisel y Mirabella no dista mucho de los argumentos de los autores misóginos que hacían parte de este debate. Por ejemplo, Lillian von der Walde Moheno , hablando sobre El Episodio final de Grisel y Mirabella, comenta que:
```
"El autor, en su episodio final,comprueba extremos postulados misóginos, y ello en virtud de la presentación de hembras salvajes que verifican un ritual aquelárrico de humillación y homicidio."
```

Así, la mujer es también presentada como las versiones oficiales, monstruosa, violenta y peligrosa para las estructuras sociales.Además, no se sabe con claridad qué sucedió con la carne de Torellas. Esto es un elemento importante respecto a las relaciones míticas que un lector del contexto podría llegar a tener.
"He subrayado la ingestión de carne humana, porque lo expuesto por Flores puede provocar tal disparo semántico: después de la tortura nocturna, "al amanecer, sorprendentemente, se encuentran descarnados los huesos de Torrellas" (Alcázar L. y González N. 46). Éstos se queman, pero ¿qué pasó con la carne, que igualmente pudo haber sido sujeta a la destrucción por el fuego? Nada se dice al respecto, pero la idea de su ingestión pudo aparecer en varios de los receptores, habida cuenta del conocimiento que se tenía de los sacrificios menádicos y de lo que se decía sucedía en las asambleas nocturnas de las brujas."

### Debate feminista en elsigloXV
La facilidad con que la crítica literaria se ha acercado a estudiar el tópico feminista desde una perspectiva demasiado limitada se explica en parte por la forma de tratado que abraza este tópico en la literatura española y extranjera, como lo atestiguan el Corbaccio de Boccaccio y su De claris mulieribus, el Corbacho del Arcipreste de Talavera, la Repetición de amores de Luis de Lucena, el 'Jardín de nobles doncellas' de Fray Martin de Córdoba y el 'Tratado en defensa de las mujeres' de Mosón Diego de Val.
Juan de Flores destaca entre las diferencias del amor entre hombres y mujeres, el concepto sublime e ideal que tienen éstas del amor, asunto que incluso la redime de la culpa que tiene sobre el acto sexual prematrimonial tan mal visto en el XV y que se destacarán las literaturas románticas occidentales con el tiempo. También destaca la responsabilidad de los hombres en el sexo prematrimonial al no controlar sus pasiones por medio de la razón (característica superior de los hombres frente a las mujeres). Sin embargo, la relación entre Grisel y Mirabella con la otra obra de Flores Grimalte y Gradisa es muy cercana y se complementa en medida, además de que en la novela se ubican contradicciones conceptuales con la lectura que comúnmente se ha hecho de esta.
Ante esto, los estudiosos encuentran una inequidad conceptual respecto a la lectura feminista que se ha hecho normalmente de Grisel y Mirabella. Luego de un análisis psicológico fuerte, parece que el argumento masculino (recordemos que la obra enfrenta al hombre y a la mujer en el debate) es en esencia machista, pues plantea que el hombre será inferior a la mujer y su relación será vasallática, pero únicamente en tiempos de cortejo y no cuando el hombre es admitido por la mujer; el hombre, al formalizarse la relación, será quien disponga de las órdenes y decisiones, esto en aspectos generales de la obra de Flores. Dichos rasgos son evidentes en la comparación de personajes como Torrellas y Pamphilo.
Esto se debe en buena medida a la directa implicación eclesiástica en la sociedad medieval española y europea en general, el pensamiento ascético se plasmaba en todos los aspectos de la vida, por lo cual sus apariciones en el orden socioliterario son inminentes. Básicamente todas las posiciones ideológicas estarías cobijadas bajo criterios ascéticos, en consecuencia, el papel de la mujer estaría consensuado a priori por la sociedad, su inferioridad era prácticamente indiscutible. Vale la pena recordar la influencia aristotélica sobre la base ideológica cristiana y su visión de la mujer como hombre imperfecto y la deformación psicológica que generó, y todavía hoy genera, en el imaginario colectivo de las sociedades.

## Antecedentes
En cuanto al establecimiento de las características de la ficción sentimental, podemos encontrar como vértice la novela 'Siervo de amor', estableciendo así, ciertos rasgos definitorios de la ficción sentimental. Nos hallamos ante un narrador en primera persona, en el que se combina el relato autobiográfico y la presencia del narrador testigo con una perspectiva limitada
No hay que olvidar que este género (ficción sentimental), tradicional y popularmente, quedó reducido a la consideración de 5 obras: 'Siervo libre de amor' de Rodríguez del Padrón, dos obras de Diego de San Pedro:  Tratado de Arnalte y Lucenda, y Cárcel de amor;  y dos obras de Juan de Flores: Grisel y Mirabella, y Grimalte y Gradissa.

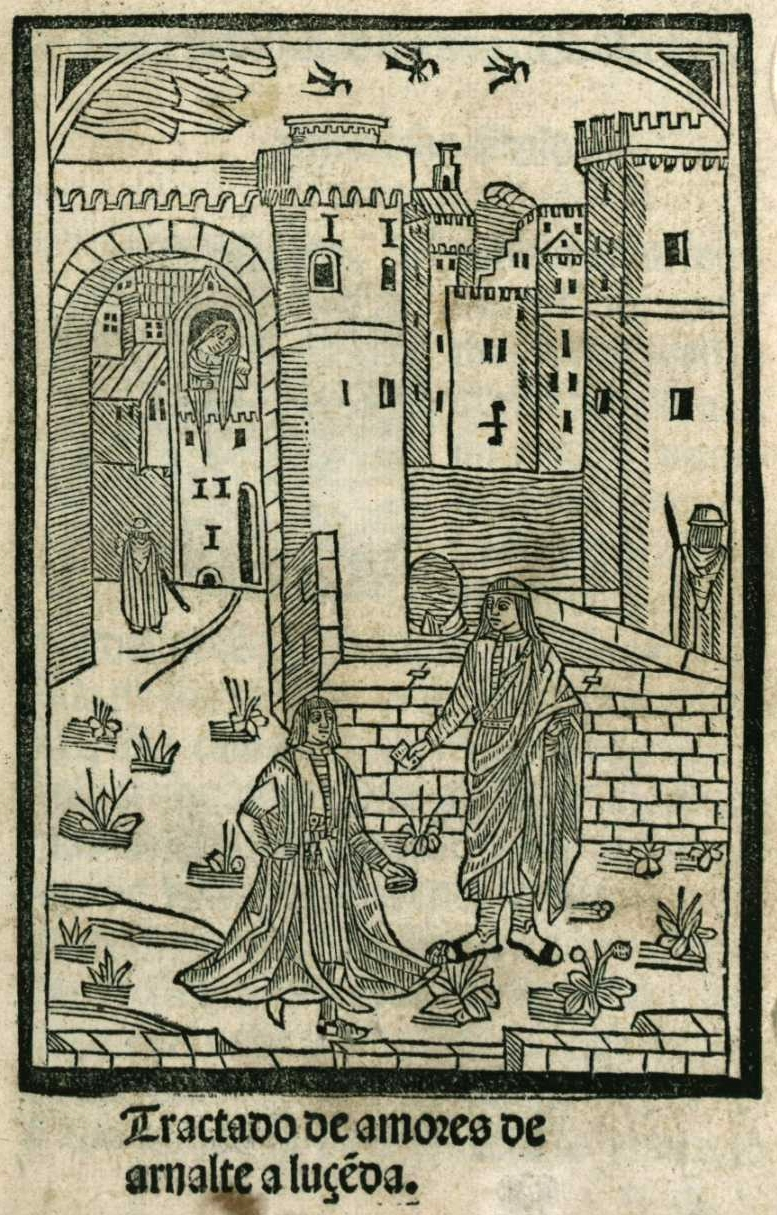
...

También, la obra se encuentra dentro del llamado “debate feminista” del siglo XV.  Instrucción de la mujer cristiana de Luis Vives y El Jardín de nobles doncellas (1468) de Fray Martín de Córdoba, entre otros,  son algunos de los escritos "pro-feministas" dentro de este debate (el cual puede verse en la materia misma de la obra), pero curiosamente tienen atribuida a la mujer  esa misma inferioridad racional respecto al hombre, demonizando y exagerando, entre otras cosas, los instintos sexuales de éstas y su carácter inmoral. Los argumentos de los defensores de la mujer no muestran un desacuerdo básico con las ideas misóginas de sus contrincantes
El problema de la posición y el papel de la mujer en la cultura afectiva del siglo XV ha quedado desenfocado por los criterios anacrónicos que los historiadores literarios han aplicado a esa cuestión, sin advertir que la literatura feminista de aquel periodo, que sea en pro o en contra de la mujer, descansa esencialmente en una misma base ideológica.